# Guayas y Quil

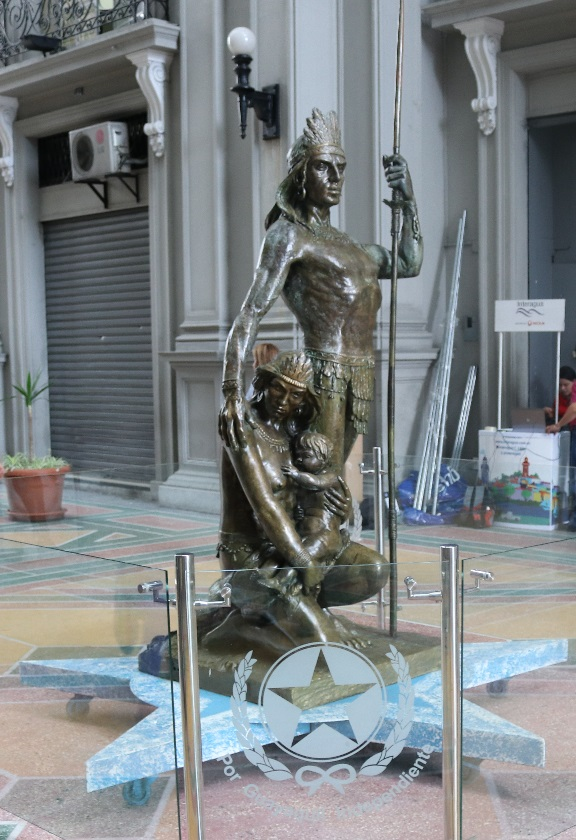
Estatua de Guayas y Quil, Municipalidad de Guayaquil

La leyenda de Guayas y Quil forma parte de la tradición oral y cuenta la historia de dos aborígenes huancavilcas llamados Guayas y Quil, quienes eran parte del cacicazgo que dominaba las tierras en las que actualmente se asienta la ciudad de Guayaquil.

## Orίgenes
La primera versiόn escrita de la leyenda se puede atribuir a la publicaciόn de Leyendas, tradiciones y páginas de historia de Guayaquil en 1930, de acuerdo a historiador y director de Cultura del Municipio de Guayaquil Melvin Hoyos. Las menciones del cacique Guayas se remontan al menos a 1741, cuando el padre Jacinto Morán de Butrón publicó su Compendio Histórico De La Provincia, Partidos, Ciudades, Astilleros, Rios Y Puerto De Guayaquil En Las Costas De La Mar Del Sur.

## Leyenda
Era la Época de las Conquistas Españolas en tierras americanas, y después de haber sido fundada la Ciudad de Santiago de Quito cerca de la actual ciudad de Riobamba, los españoles consideraron que era no muy estratégico aquel asentamiento, así que dos expediciones partieron de allí. Una expedición se encaminó hacia el norte, siguiendo los pasos de Rumiñahui, general de Atahualpa, ya que Rumiñahui había vuelto a la ciudad Inca de Quito para esconder los tesoros que allí se encontraban. La otra expedición fue rumbo a la región costanera, que intentaron varias veces establecer un asentamiento, pero los bravos nativos del lugar incendiaban todos los campamentos.
Fue Sebastián de Benalcázar quien, después de fundar San Francisco de Quito en la misma ciudad ya edificada por los Incas, personalmente llegó a estas regiones para fundar la ciudad de Santiago en la costa. Lo cual lo encontró difícil ya que los huancavilcas, pueblo que dominaba esta región, destruían los asentamientos europeos, liderados por el bravo cacíque Guayas.
El cacique Guayas de los Huancavilcas, estaba casado con una bella mujer llamada Quil, quien además de ser hermosa, también estaba entrenada en el arte de la guerra. Ambos se negaron a rendirse ante los españoles conquistadores. Pero lamentablemente después de cierto tiempo las fuerzas españolas tomaron prisioneros a ambos.
Guayas ofreció entregarles a cambio de la libertad de ambos, inmensos tesoros que solo él conocía donde estaban ocultos. Los hispanos aceptaron gustosos la propuesta y todos juntos se dirigieron a la cima de un cerro, que se llamaría después Cerrito Verde y actualmente Cerro Santa Ana. Cuando llegaron al lugar del "entierro", Guayas pidió un puñal para levantar la piedra que cubría las riquezas, pero lo que hizo fue atravesar rápidamente el corazón del su amada Quil, y luego él se clavó el arma en su propio pecho. Así tendría dos tesoros: el río compuesto por la sangre derramada por Guayas y el noble corazón de Quil.
Según cuenta la leyenda, antes de morir el bravo cacique Guayas expresó las siguientes palabras:
"Al río lo mancharon con la sangre de mis hermanos, me llevo a Quil para que me acompañe a la tierra del Sol".
Y se formó Guayaquil
Según la leyenda, fue Francisco de Orellana, quien en el día del Apóstol Santiago el Mayor, y en memoria del heroico cacique Guayas y su idolatrada esposa Quil, fundó la ciudad bajo el nombre de "Muy Noble y Muy Leal Ciudad de Santiago de Guayaquil".

### Versión alternativa
Existen versiones diferentes del mito, como por ejemplo una adaptada del historiador guayaquileño notable José Gabriel Pino Roca y la tradición popular:
Al llegar los españoles en la Época de las Conquistas, se enfrentaron con mucha resistencia de los huancavilcas. Después de varias batallas, Guayas fue apresado por los españoles, quienes querían que les diga donde encontrar tesoro. Guayas se negó a decirles nada, y en ese momento los españoles revelaron que también  habían capturado a la hermosa Quil. Al ver esto, Guayas les dijo a los españoles que si la soltaban a ella y lo sacaban de sus cadenas, él los llevaría a un tesoro. Los españoles ordenaron que se suelten sus cadenas y que se redoble la escolta. Cuando lo soltaron, Guayas rápidamente arrancó una espada de la guardia, mató a Quil y después a sí mismo. Después de sus muertes, se cuenta que los huancavilcas, las montañas y el río gritaron y reclamaron los nombres de la noble pareja, quienes después fueron considerados los padres del pueblo guayaquileño.

## Guayas y Quil en el arte
- Existen dos monumentos de la pareja mítica en Guayaquil: 
  - Uno de los monumentos fue completado en 1926,[6] y ahora se encuentra en el pasaje Arosemena en el palacio Municipal de la ciudad.
  - El monumento más nuevo fue completado e inaugurado en un evento público en 2016 y se encuentra en el intercambiador de la avenida Pedro Menéndez Gilbert.
- En 2013, la Orquesta Sinfónica de Guayaquil tocó por primera vez un cuadro sinfónico compuesto por Blanca Layana, profesora y compositora de música en el Conservatorio Sergei Rachmaninov de Guayaquil, que fue inspirado por la leyenda de la pareja.[7] La pieza se ha realizado nuevamente desde de su estreno.[8]